# قزل‌کند (ایمیشلی)
قزل‌کند (به ترکی آذربایجانی: Qızılkənd، پیش از ۱۹۹۱ میلادی سِمنِوفکا Semënovka) یک منطقهٔ مسکونی در جمهوری آذربایجان است که در شهرستان ایمیشلی واقع شده‌است.

## جمعیت
قزل‌کند ۳٬۳۳۷ نفر جمعیت دارد. بیشتر مردم قزل‌کند را آذری‌ها و بخشی دیگر را تالش‌های مهاجر از آستارا و لنکران تشکیل داده‌اند.